# Dhimmi
Um dhimmī (em árabe: ذمي, transl. ḏimmī, AFI: [ˈðɪmmiː], coletivamente أهل الذمة, ahl al-ḏimmah/dhimmah, "o povo da dhimma" ou "contrato") é um súdito não-muçulmano de um Estado governado de acordo com a xariá. A dhimma é um contrato teórico estabelecido com base numa doutrina islâmica amplamente difundida que concede direitos e responsabilidades limitadas aos seguidores do judaísmo, cristianismo ("Povos do Livro") e algumas outras religiões não-islâmicas. A dhimma permite a estes indivíduos o direito de residência (na Casa do Islã) em troca do pagamento de determinadas taxas. Os dhimmi têm menos direitos e responsabilidades legais e sociais que os muçulmanos, porém mais do que o resto dos não-muçulmanos. São dispensados ou excluídos de determinadas obrigações e responsabilidades atribuídas aos muçulmanos, porém noutros aspectos, como leis de propriedade e contratuais, são iguais aos muçulmanos.
Sob a xariá, o status de dhimmi era concedido originalmente a judeus, cristãos e sabeus. Outras religiões vieram a ser "protegidas" posteriormente, como o zoroastrianismo, o mandeísmo, o hinduísmo e o budismo. Posteriormente, a maior escola de jurisprudência islâmica aplicou este termo a todos os não-muçulmanos que habitavam territórios islâmicos fora da área sagrada em torno de Meca, na Arábia Saudita.
Como um exemplo das distinções entre muçulmanos, dhimmis e outros, a xariá permite o consumo de carne de porco e bebidas alcoólicas por não-muçulmanos que vivam em países islâmicos, embora eles não possam ser consumidos ou mesmo exibidos em público. O consumo de tais itens, no entanto, é expressamente proibido a todos os muçulmanos. Como outro exemplo, a interpretação da xariá aplicada na Arábia Saudita moderna estipula o pagamento de dinheiro de sangue em casos de assassinatos. A quantia que deve ser paga para os familiares de uma vítima cristã ou judia é a metade da que deve ser paga por um muçulmano; já a de seguidores de quaisquer outras religiões é de apenas 1/16. Este ponto de vista, no entanto, é minoritário, e a maior escola de jurisprudência do islã, a escola hanafita, não faz distinções entre um dhimmi e um cidadão muçulmano.